# Pentaschistis
Pentaschistis és un gènere de plantes de la família de les poàcies, ordre de les poals, subclasse de les commelínides, classe de les liliòpsides, divisió dels magnoliofitins.

## Taxonomia
(vegeu-ne una relació a Wikispecies)

## Sinònims
Achneria Munro ex Benth. i Hook. f., 
Afrachneria Sprague, 
Poagrostis Stapf.